# Carmen Kreuzer

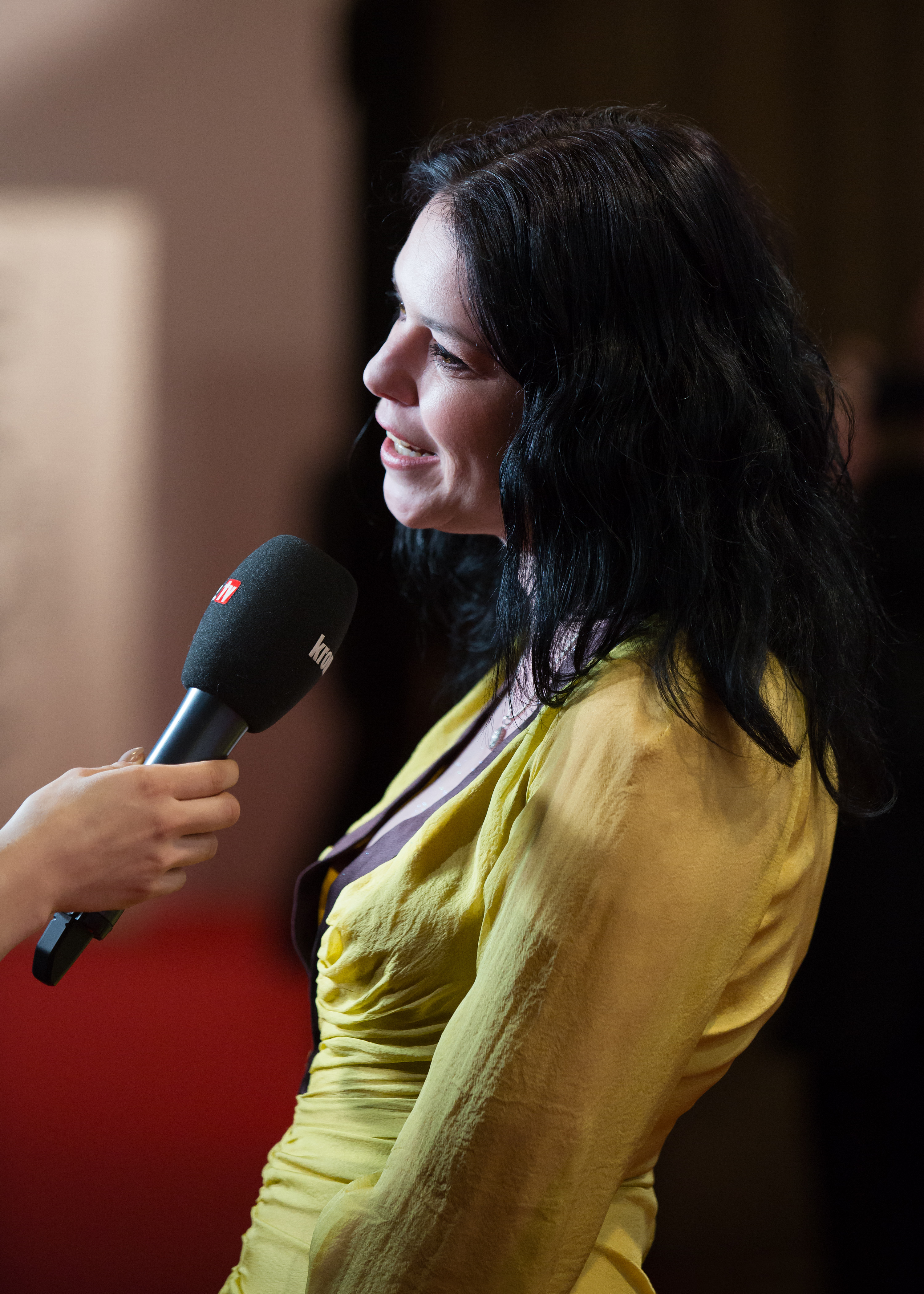
Carmen Kreuzer (2016)

Carmen Kreuzer (* 1973 in Zeltweg, Steiermark) ist ein österreichisches Model.

## Leben
Anfangs posierte Carmen Kreuzer für viele Modemagazine und Zeitschriften, zum Beispiel für den Kärntner Monat. Die gelernte Friseurin arbeitete u. a. mit Persönlichkeiten wie Robbie Williams und Karl Lagerfeld, als dessen zeitweilige Muse sie auch galt, wie sie in einem Interview mit dem Radiosender Ö3 berichtete.
Kreuzer posierte für Armani, Fendi, Gucci, L’Oréal und Ottavio Missoni und wurde für die Zeitschriften Vogue (italienische und französische Ausgabe), Elle, Harper’s Bazaar, The Fashion und The Face abgelichtet. Auf dem Laufsteg war Kreuzer u. a. für Lagerfeld, Chanel, Jean-Charles de Castelbajac, Diane von Fürstenberg, Sonia Rykiel, Heatherette, Moschino, Atil Kutoğlu, Jean Louis Scherrer, Issey Miyake zu sehen.
2002 und 2009 trat Kreuzer beim Life Ball auf. 2006 wurde Kreuzer von der Österreich Werbung als Testimonial für eine Werbekampagne gebucht.
Kreuzer lebte früher in Paris, heute in Wien, und wurde von ihrer Heimatgemeinde Zeltweg zur Ehrenbürgerin ernannt.